# Microsoft Office Project Portfolio Server
Microsoft Office Project Portfolio Server es una aplicación de gestión de cartera de proyectos de Microsoft. Es parte de la suite Enterprise Project Management que incluye Microsoft Office Project Server.

## Versiones
- Años anteriores - UMT Portfolio Manager
- 2006 - Project Portfolio Server 2006
- 2007 - Project Portfolio Server 2007

## Descripción
'Microsoft Office Project Portfolio Server' 2007 permite la creación de una cartera de proyectos, incluidos los flujos de trabajo, organizada de forma centralizada, de modo que la información está disponible en toda la empresa, incluso desde un navegador. También ayuda en la agregación de datos centralizada con respecto a la planificación y ejecución de proyectos, y en la visualización y el análisis de los datos para optimizar el plan del proyecto. También puede soportar múltiples carteras por proyecto, para rastrear los diferentes aspectos de la misma. También incluye herramientas de informes para crear informes consolidados de los datos del proyecto.